# Симфонія № 99 (Гайдн)
Симфонія № 100, мі-бемоль мажор Йозефа Гайдна, написана 1793 року, вперше виконана 10 лютого 1794 в Лондоні.
Структура:
1. Adagio, 2/2 - Vivace assai, 4/4
2. Adagio, 3/4
3. Menuetto e Trio. Allegretto, 3/4
4. Finale: Vivace, 2/4

## Ноти і література
- Symphony No. 99: Ноти на сайті International Music Score Library Project.
- Robbins Landon, H. C. (1976) Haydn: Chronicle and Works, Volume IV. Bloomington: Indiana University Press.